# أوتو مارتلر
أوتو مارتلر (14 أبريل 1987 في السويد - ) هو لاعب كرة قدم سويدي في مركز حراسة المرمى. لعب مع نادي فالكنبرغ وLunds BK ‏ وGantofta IF ‏.

## وصلات خارجية
- أوتو مارتلر على موقع اتحاد السويد (السويدية)
- أوتو مارتلر على موقع قاعدة بيانات كرة القدم.إي يو (الإنجليزية)
- أوتو مارتلر على موقع Soccerway.com (الإنجليزية)